# Институт за ратарство и повртарство Нови Сад
Институт за ратарство и повртарство Нови Сад, основан је 1938. године у Новом Саду. Основна и примењена истраживања, која су основна делатност Института, усмерена су на стварање сорти и хибрида ратарских, повртарских, као и великог броја крмних, индустријских, лековитих и зачинских биљака.

## Историјат
Институт је основан 1938. године Одлуком Министарства пољопривреде Краљевине Југославије, Институт за ратарство и повртарство, Нови Сад почео је са радом као Пољопривредна огледна и контролна станица. Станица је била лоцирана у згради саграђеној 1938, где је остало седиште Института до данашњег дана.
Током 1938. године изведени су инсталациони радови на увођењу струје, телефона и грејања, чиме је грађевински објекат Станице завршен. Колаудирајућа комисија Краљевске банске управе је зграду Станице „Уступним писмом“ предала управи Пољопривредне огледне и контролне станице у Новом Сада дана 18.10.1938. године.

### Историјат промене назива Института
Током 80 година свог постојања, Институт је мењао статус и организацију са развојем друштвених односа у којима је деловао. Тако је временом Институт мењао назив и оснивача, па је од Пољопривредне огледне и контролне станице (1938–1941) до данас имао различите осниваче и називе. У периоду до почетка Другог светског рата 1941. био је у надлежности Министарства пољопривреде Краљевине Југославије, а за време окупације током Другог светског рата подручје Бачке је припојено Краљевини Мађарској, па је Пољопривредна станица ушла у састав Пољопривредног института у Сегедину као његово одељење. По завршетку рата 1946, одлуком Председништва Главног извршног одбора АП Војводине, у мају месецу Пољопривредна станица је прерасла у Покрајински завод за пољопривредна истраживања. Завод је имао карактер државног органа који се финансира из буџета, као и сви државни органи. Међутим, статус установе са самосталним финансирањем Институт је стекао већ 1954. године, те је исте године преименован у Завод за пољопривредна истраживања. Уредбом Извршног већа Републике Србије од 1959. године, Завод је реорганизован, а назив промењен у Институт за ратарство. У складу са променама у организацији Народне Републике Србије, Уредбом Извршног већа Народне скупштине Републике Србије, права и дужности оснивача Института пренета су са Републике на АП Војводину 1961. Тада Институт добија и нови назив – Институт за пољопривредна истраживања. Током 1975. на иницијативу политичких структура САП Војводине, покренути су интеграциони процеси с циљем да се у саставу Пољопривредног факултета у Новом Саду обједине све научноистраживачке организације из области пољопривреде и шумарства у Новом Саду и околини, па је тако исте године Институт за пољопривредна истраживања престао да постоји као самостална научна установа и интегрисан је са Пољопривредним факултетом. Тако је од 1976. нови назив гласио ООУР Институт за ратарство и повртарство, односно ООУР Научно-образовни институт за ратарство и повртарство од 1986. до 1994, када је Влада Републике Србије својом одлуком дала сагласност да се ООУР Научно-образовни институт за ратарство и повртарство издвоји из састава Пољопривредног факултета у Новом Саду. Истом одлуком Република Србија је преузела оснивачка права према Институту. Тако је 1995. назив промењен у Научни институт за ратарство и повртарство. Током 2006. акредитован је као истраживачко-развојни институт, и 2007. мења назив у Институт за ратарство и повртарство, под којим називом послује и данас. У мају 2018. године, Институт је акредитован као институт од националног значаја за Републику Србију, заслужено стекавши статус управо због свог успешног рада и врхунских резултата имплементираних у пољопривредну праксу током 80 година постојања, због чега је постао и значајно име у светској науци.